# Aranova
Aranova (o Ara Nova) è una frazione del comune di Fiumicino, in provincia di Roma.
La frazione sorge a 78 m s.l.m. lungo la strada statale 1 Via Aurelia e comprende 6 423 abitanti..

## Storia
Fino all'inizio degli anni '50 Aranova era un'unica tenuta agricola. La proprietà fu poi venduta, principalmente con destinazione agricola, e solo in parte residenziale. A partire dagli anni '60 per la zona ha avuto un significativo sviluppo urbano, in gran parte abusivo.
Nel 2010 degli scavi archeologici hanno individuato un tratto basolato della via Aurelia ed alcuni edifici che si affacciavano lungo l'antico tracciato.

## Monumenti e luoghi d'interesse
- Chiesa di Nostra Signora di Fatima[5][6]

## Sport

### Atletica leggera
- Atletica Solarussa.[7]

### Calcio
- L'A.S.D. Aranova che, nella stagione 2024-2025  milita nel campionato di Eccellenza